# جوناس بلات
جوناس بلات (بالإنجليزية: Jonas Platt)‏ هو محامي وقاضي وسياسي أمريكي، ولد في 30 يونيو 1769 في الولايات المتحدة، وتوفي في 22 فبراير 1834 في نفس البلد. حزبياً، نشط في الحزب الفيدرالي الأمريكي. وقد انتخب عضو جمعية ولاية نيويورك وانتخب عضو مجلس ولاية نيويورك وانتخب عضو مجلس النواب الأمريكي.